# Station Staropole Częstochowskie
Station Staropole Częstochowskie is een spoorwegstation in de Poolse plaats Staropole.